# دادگاه‌های استیناف در ایالات متحده آمریکا

نشان دادگاه استیناف حوزه فدرال

دادگاه‌های استیناف (بازانجامی) (به انگلیسی: United States Court of Appeals) دومین سطح از محاکم در سیستم حقوقی ایالات متحده آمریکا است.
کلیه احکام دادگاه‌های ناحیه در ایالات متحده آمریکا امکان تجدیدنظرخواهی در دادگاه‌های استیناف را دارند، مگر آنکه استثنائاً قانون، مرجع تجدیدنظرخواهی از دادگاه‌های ناحیه را مستقیماً بر عهدهٔ دیوان عالی فدرال ایالات متحده آمریکا گذاشته باشد. در ۱۲ دادگاه استیناف ایالات متحده آمریکا، بیش از ۱۷۰ قاضی مشغول خدمت هستند و هر حکمی توسط این دادگاه‌ها باید از سوی ۳ قاضی صادر شود. بیش از ۹۰ درصد از پرونده‌های مطرح شده در دادگاه‌های استیناف از دادگاه‌های ناحیه ارجاع داده شده‌اند. احکام دادگاه‌های ویژهٔ ایالات متحده یا سازمان‌های اداری فدرال نیز در همین دادگاه‌ها مورد تجدید نظر قرار می‌گیرند.
از لحاظ تقسیمات اداری، ایالات متحده به ۱۲ حوزه قضایی تقسیم می‌شود و هر حوزه یک دادگاه استیناف دارد. بخش کلمبیا، پایتخت ایالات متحده یک دادگاه استیناف اختصاصی دارد. هر حوزه حداقل ۲ ایالت را دربر می‌گیرد و بین ۶ تا ۲۸ حوزهٔ قضایی دائمی وجود دارد که در کل ۱۷۹ حوزهٔ قضایی دائمی در ایالات متحده را دربر می‌گیرد.
در کنار ۱۲ دادگاه استیناف، یک دادگاه استیناف خاص نیز تشکیل شده که به نام ”دادگاه استیناف حوزهٔ فدرال ایالات متحده” شناخته می‌شود. این دادگاه ۱۲ قاضی دارد و در سال ۱۹۸۲ از سوی کنگره تأسیس شد. وظیفهٔ این دادگاه رسیدگی به درخواست تجدید نظر درپرونده‌های حقوقی علیه دولت فدرال و دعاوی تجارت بین‌المللی است که دادگاه‌های استینافِ ۱۲ گانه از پرداختن به چنین مواردی منع شده‌اند.